# 西藏北路

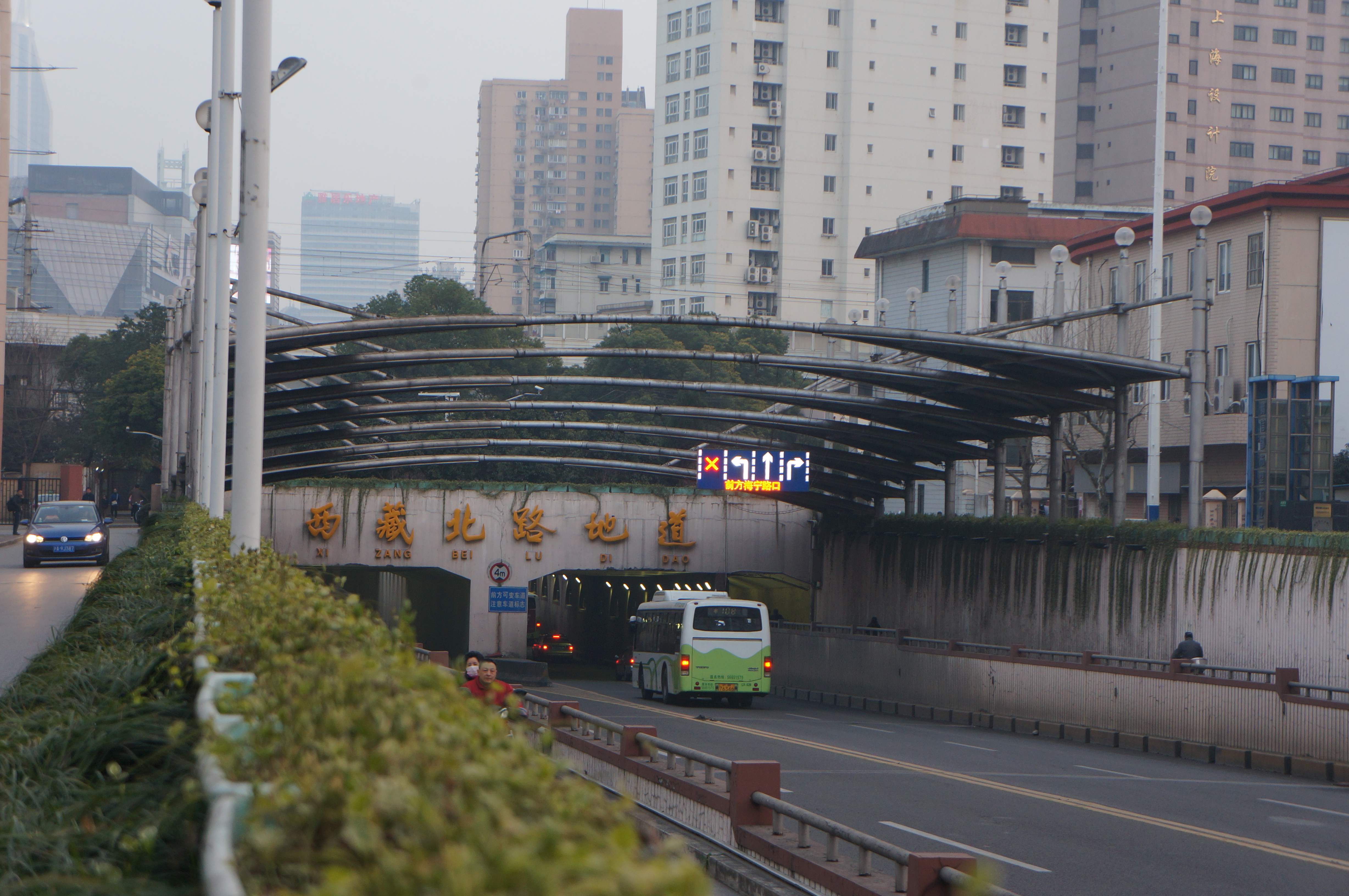
西藏北路隧道北口

西藏北路位于中國上海市静安区（原闸北区），是一条南北向城市次干道，北起柳营路，南到苏州河西藏路桥接西藏中路。

## 历史
西藏北路始建于光绪二十四年（1898年），原名北西藏路，路由西藏路泥城桥起至曲阜路止，民国三十二年（1943年）更名西藏北路，期间路向北延伸至新疆路。1953年，路拓宽并延伸至新民路（今天目中路），1998年6月，穿越天目中路与沪宁铁路的西藏北路地道开工建设，于1999年8月底建成通车。2000年12月26日，西藏北路（中山北路-柳营路）段辟通，形成现状。

## 轨道交通
上海轨道交通八号线曲阜路站、中兴路站。

## 交会道路（北向南）
- 柳营路
- 民和路
- 俞泾港路
- 陈家宅路
- 中山北路
- 青云路
- 芷江西路、芷江中路
- 南山路
- 天通庵路
- 中华新路
- 中兴路
- 永兴路
- 虬江路
- 王家宅路
- 天目中路
- 海宁路
- 蒙古路、开封路
- 曲阜西路、曲阜路
- 国庆路
- 光复路、北苏州路